# Среднощни безредици
„Среднощни безредици“ (на френски: Le désordre et la nuit) е френски криминален от 1958 г., на режисьора Жил Гранжие с участието на Жан Габен и Даниел Дарийо.

## Сюжет
Жорж Валоа, заместник-инспектор на парижката полиция, проявява особен интерес към тежкото положение на наркозависимата Лъки. Той я смята повече жертва, отколкото за престъпник способен на убийство. Повлиявайки Лъки да се откаже постепенно от наркотиците, води до това, че печели любовта ѝ. А между другото разбива кръга от доставчици на наркотици, който е отговорен за пристрастяването на Лъки.

## В ролите
| Актьор        | Роля                 |
| ------------- | -------------------- |
| Жан Габен     | Инспектор Жорж Валоа |
| Даниел Дарийо | Терез Маркен         |
| Надя Тилер    | Лъки Фридел          |
| Хейзъл Скот   | Валентин Хорс        |
| Робер Мануел  | Бласко               |
| Робер Бери    | Маркиза              |
| Харалд Волф   | хер Фридел           |
| Пол Франкьор  | Инспектор Чавил      |